# Bel Air - La notte del massacro
Bel Air - La notte del massacro (Helter Skelter) è una miniserie televisiva del 1976 diretta da Tom Gries, trasposizione del libro dei magistrati Vincent Bugliosi e Curt Gentry sugli omicidi perpetrati da Charles Manson e dalla sua "Family".

## Trama
Il film ripercorre gli omicidi, l'arresto e la condanna di Charles Manson e di alcuni suoi seguaci, colpevoli di diversi crimini, tra cui il più ricordato è l'omicidio dell'attrice Sharon Tate.

## Produzione
Le riprese del film furono girate quasi tutte nei luoghi reali dei fatti, e anche la Ford del 1959 guidata da Linda Kasabian noleggiata dalla produzione è quella originale. I dialoghi delle sequenze ambientate in tribunale sono stati ripresi fedelmente dalla trascrizione ufficiale delle udienze.

## Accoglienza
Il film riuscì a ottenere il 36,5% di share, diventando il sedicesimo programma più visto nella storia dell'emittente. La pellicola vinse un Edgar Allan Poe Awards come miglior film televisivo dell'anno, inoltre ottenne tre candidature ai Premi Emmy 1977 per la regia, le musiche e il montaggio nella categoria "programmi speciali" ma non vinse nessuno dei tre premi; ottenne anche una nomina ai Directors Guild of America senza vincere.